# Coolhull Castle
Coolhull Castle (irisch Caisleán Chúil Choll) ist ein festes Haus an der Bannow Bay, etwa 4,6 km südöstlich des Dorfes Wellingtonbridge im irischen County Wexford. Es gilt als National Monument.

## Geschichte
Über Coolhull Castle gibt es kaum historische Quellen, man weiß aber, dass das Grundstück 1640 einem John Devreux gehörte.

## Beschreibung
Coolhull Castle besteht aus einem vierstöckigen Turm für die Dienerschaft und einem dreistöckigen Hauptgebäude mit rechteckigem Grundriss. Dort befindet sich im 1. Obergeschoss der Rittersaal. Beide Gebäudeteile haben irische Zinnen. An der Nordwestecke ist ein Scharwachturm angebracht. Der Eingang durch den Turm ist mit einem „Mörderloch“ geschützt. Darüber hinaus ist das Gebäude mit offenen Kaminen, Aborterkern und einem Spülstein ausgerüstet.